# Чертория (Ильинецкий район)
Чертория (укр. Чортория) — село на Украине, в Гайсинском районе Винницкой области.
Код КОАТУУ — 0521281609. Население по переписи 2001 года составляет 596 человек. Почтовый индекс — 22754. Телефонный код — 4345.
Занимает площадь 2,32 км².

## Адрес местного совета
22753, Винницкая область, Иллинецкий р-н, с.Городок, Школьная, 1

## Известные уроженцы
- Гелета, Василий Архипович — лётчик-бомбардировщик, Герой Советского Союза (1945).